# Strażnica KOP „Zakoty”
Strażnica KOP „Zakoty” – zasadnicza jednostka organizacyjna Korpusu Ochrony Pogranicza pełniąca służbę ochronną na granicy polsko-sowieckiej.

## Formowanie i zmiany organizacyjne
W 1924 w składzie 1 Brygady Ochrony Pogranicza, został sformowany 4 batalion graniczny. W 1928 w skład batalionu wchodziło 17 strażnic, w tym 118 strażnica KOP „Zakoty” . W latach 1928 – 1939 w strukturze organizacyjnej 1 kompanii granicznej KOP „Malinów” funkcjonowała strażnica KOP „Zakoty” . Strażnica liczyła około 18 żołnierzy i rozmieszczona była przy linii granicznej z zadaniem bezpośredniej ochrony granicy państwowej.
W 1932 obsada strażnicy zakwaterowana była w budynku KOP. Strażnicę z macierzystą kompanią łączyła droga polna długości 8 km.

## Służba graniczna

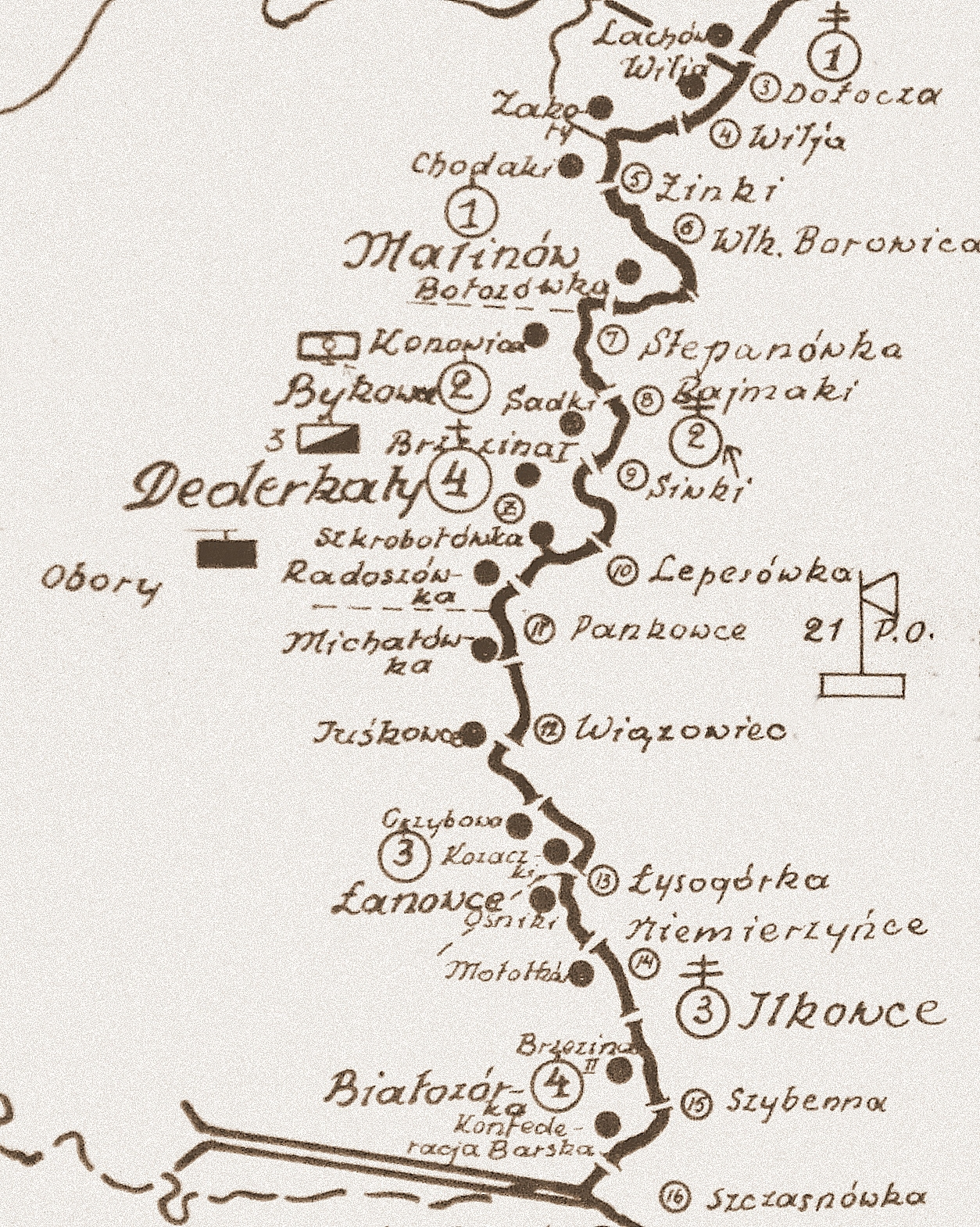
Rozmieszczenie batalionu KOP „Dederkały” w 1931

Podstawową jednostką taktyczną Korpusu Ochrony Pogranicza przeznaczoną do pełnienia służby ochronnej był batalion graniczny. Odcinek batalionu dzielił się na pododcinki kompanii, a te z kolei na pododcinki strażnic, które były „zasadniczymi jednostkami pełniącymi służbę ochronną”, w sile półplutonu. Służba ochronna pełniona była systemem zmiennym, polegającym na stałym patrolowaniu strefy nadgranicznej, wystawianiu posterunków alarmowych, obserwacyjnych i kontrolnych stałych, patrolowaniu i organizowaniu zasadzek w miejscach rozpoznanych jako niebezpieczne, kontrolowaniu dokumentów i zatrzymywaniu osób podejrzanych, a także utrzymywaniu ścisłej łączności między oddziałami i władzami administracyjnymi.
Strażnica KOP „Zakoty” w 1932 i 1938 ochraniała pododcinek granicy państwowej szerokości 6 kilometrów 450 metrów od słupa granicznego nr 1759 do 1765.
Sąsiednie strażnice:
- strażnica KOP „Wilia” ⇔ strażnica KOP „Chodaki” – 1928[3], 1929[4], 1931[5] , 1932[6], 1934[7], 1938[8]